# 圣让德蒙
圣让德蒙（法語：Saint-Jean-de-Monts，法語發音：[sɛ̃ ʒɑ̃ də mɔ̃]），法国西部城市，卢瓦尔河地区大区旺代省的一个市镇，隶属于莱萨布勒多洛讷区，其市镇面积为62.25平方公里，2022年1月1日时人口数量为8,809人，在法国城市中排名第1,198位。
圣让德蒙位于旺代省西北部，大西洋沿岸，是一座重要的海滨旅游城市。

## 地名来源

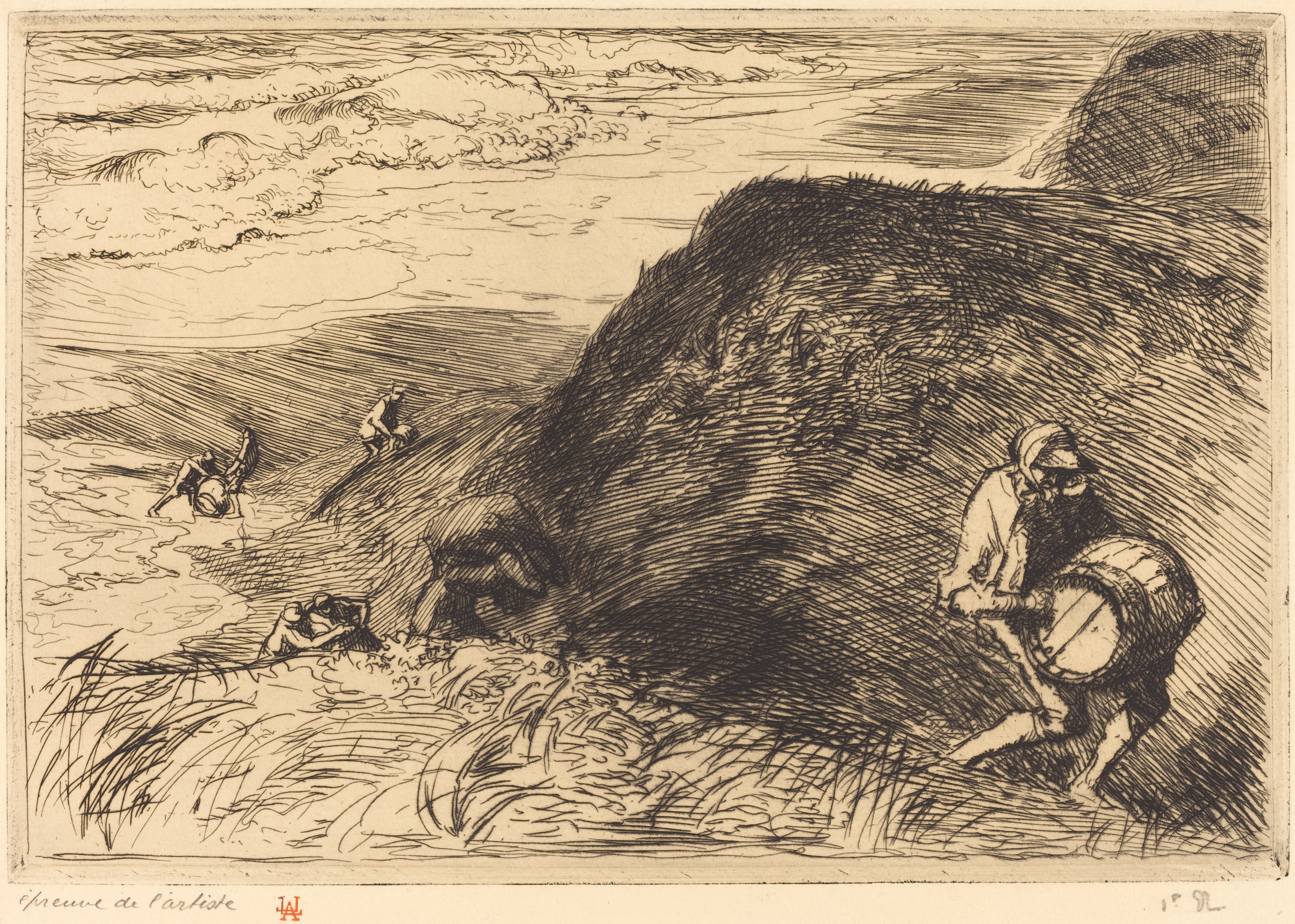
20世纪初圣让德蒙附近的农民

“圣让”一名来源于天主教人物，其生平尚不清楚。“德蒙”则意为“在蒙地区”，该区域因同名森林而闻名。

## 历史
圣让德蒙所处区域历史上曾为一个独立的岛屿，被称为“蒙岛”（île de Monts，拉丁语写作）。中世纪后，该岛与大陆之间的部分逐渐被沉积物填埋。15世纪时，圣让德蒙被开辟为一处天主教堂区，并建成了一处教堂。法国大革命期间，圣让德蒙教堂被烧毁，圣让德蒙成为旺代省的一个市镇，1805年教堂得以重建。1822年，圣让德蒙建起了防护堤。二十世纪初，曾有地方铁路连接圣让德蒙和沙朗，后被废弃。二战以后，圣让德蒙成为重要的海滨旅游城市，当地出现了大批旅游接待设施，常住人口数量也得以增长。

## 地理

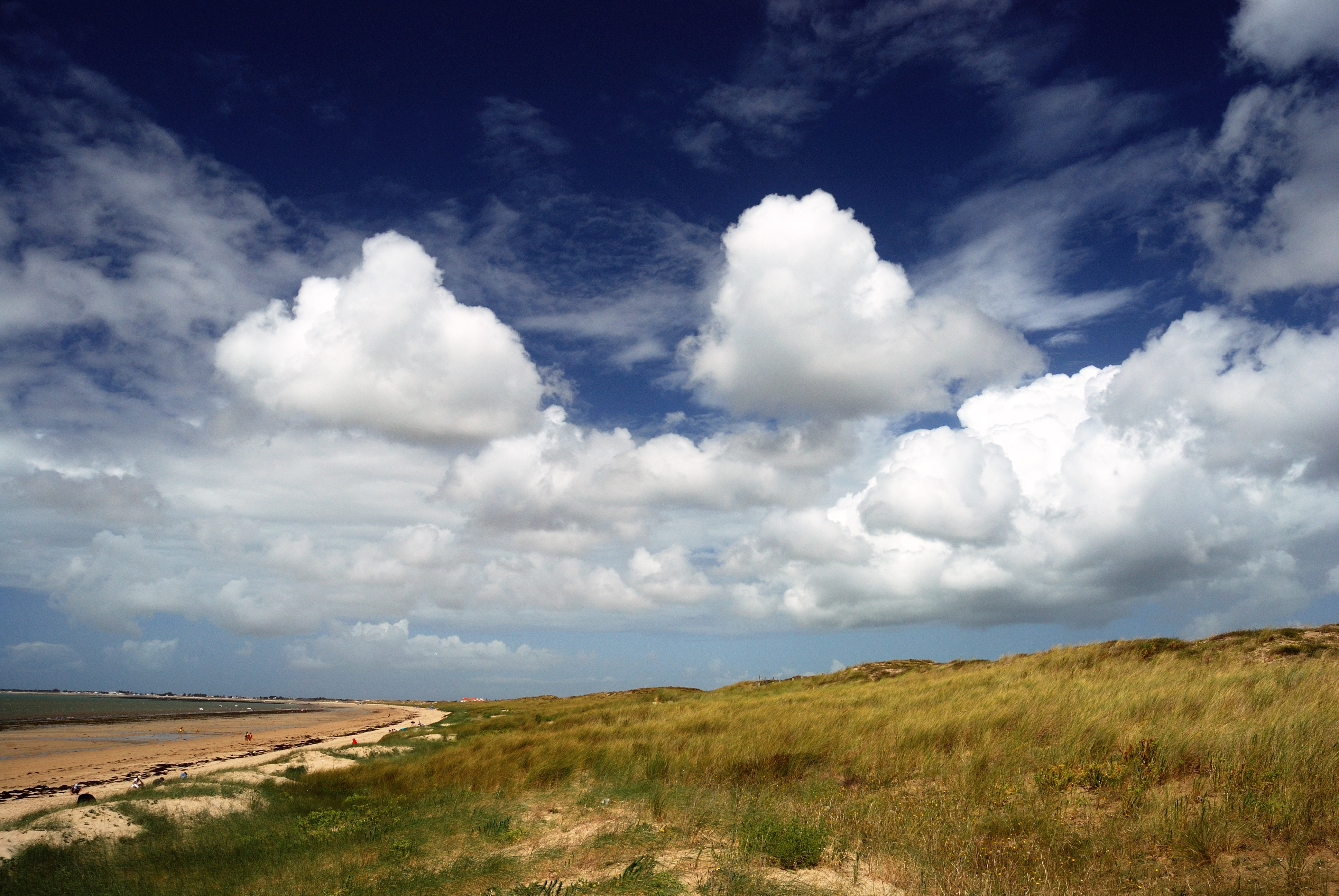
圣让德蒙附近的滩涂

圣让德蒙位于法国西部，卢瓦尔河地区大区西南部和旺代省西部偏北，距离省会永河畔拉罗什大约60公里。与圣让德蒙接壤的市镇包括：拉巴尔德蒙、山地圣母镇、勒佩里耶、圣伊莱尔德里耶、萨莱尔泰讷。

### 地形
圣让德蒙位于大西洋海滨，境内地势平坦，少量区域略有起伏，全境海拔在0到30米之间。

### 水文
圣让德蒙东部和北部区域为滩涂，水道纵横；市区内则无大面积的天然水域分布。

### 植被
圣让德蒙属于温带常绿林区，蒙地区森林将市区一分为二。

### 气候
圣让德蒙在柯本气候分类法中属于温带海洋性气候。

## 行政区划
圣让德蒙是法国卢瓦尔河地区大区旺代省的一个市镇，编号为85234。圣让德蒙隶属于莱萨布勒多洛讷区、旺代省第三选区，管理圣让德蒙县，同时也是山地海滩市镇公共社区的办公驻地。
法国国家统计与经济研究所（简称）在进行数据统计时，将圣让德蒙及相邻的另外2个市镇设为圣让德蒙城市核心区和圣让德蒙城市区。同时，还将圣让德蒙市镇分为了2个“块区”（IRIS），以便于统计人口分布情况。

## 交通

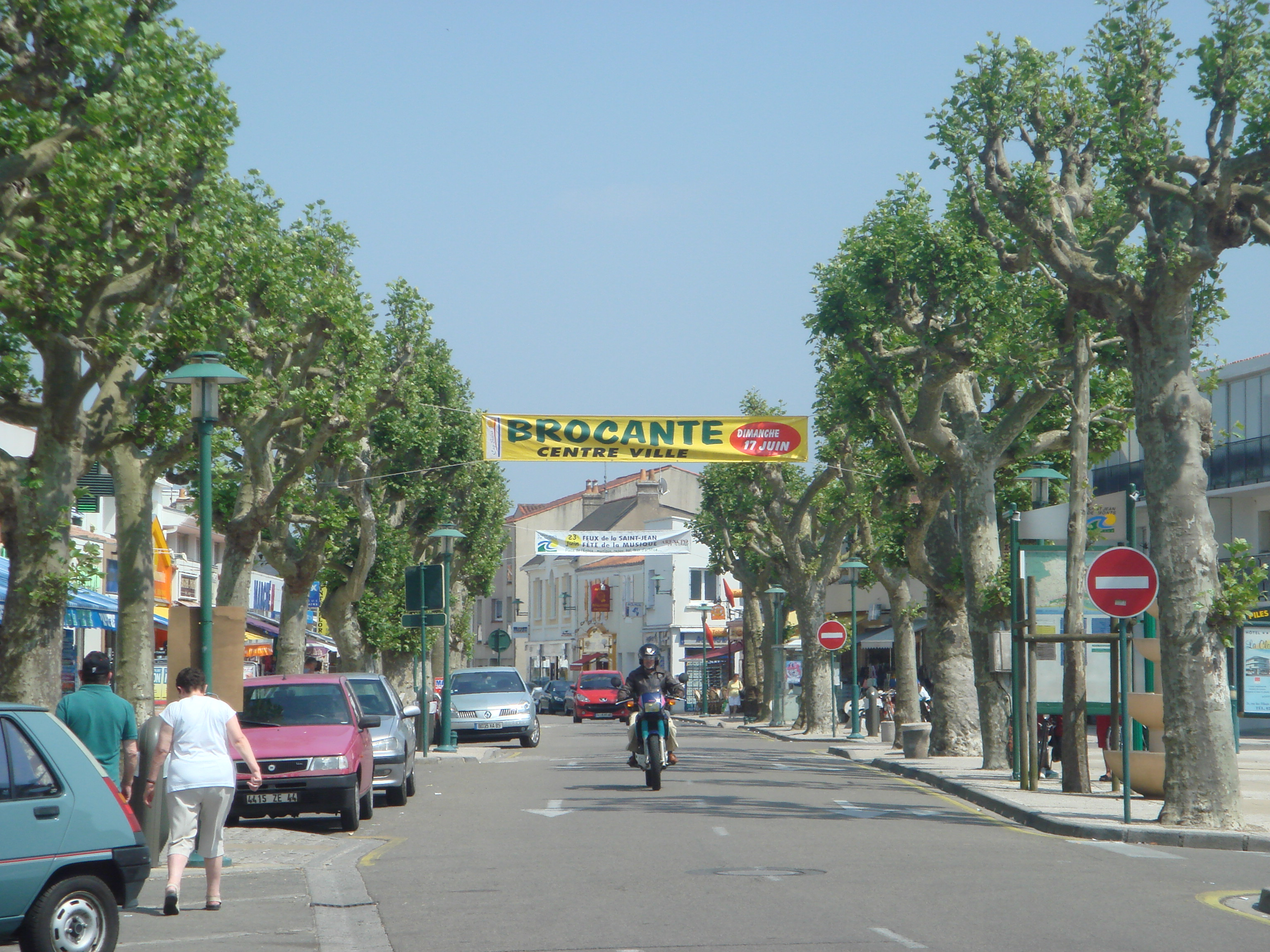
圣让德蒙市中心的街道

### 公路
多条旺代省省道在圣让德蒙境内交汇，卢瓦尔河地区大区下属的城际客运提供巴士线路，可前往沙朗、永河畔拉罗什、圣吉勒-克鲁瓦德维及南特等地。
2017年，27.3%的圣让德蒙家庭拥有至少一辆的私人汽车。2018年，圣让德蒙境内共发生各类交通事故2起，造成4人受伤。

### 铁路
距离圣让德蒙最近的铁路车站为沙朗站，该站位于南特－永河畔拉罗什铁路上，每天停靠往返于南特和圣吉勒-克鲁瓦德维一线的区域列车。

### 航空
距离圣让德蒙最近的民用航空站为南特机场，距离圣让德蒙市中心的公路里程约70公里。

### 城市公共交通
圣让德蒙市政厅提供一条市区班车线路，每周三、六各两班，夏季班次加密，路线覆盖了圣让德蒙市区内的主要街道和居民区。

## 政治

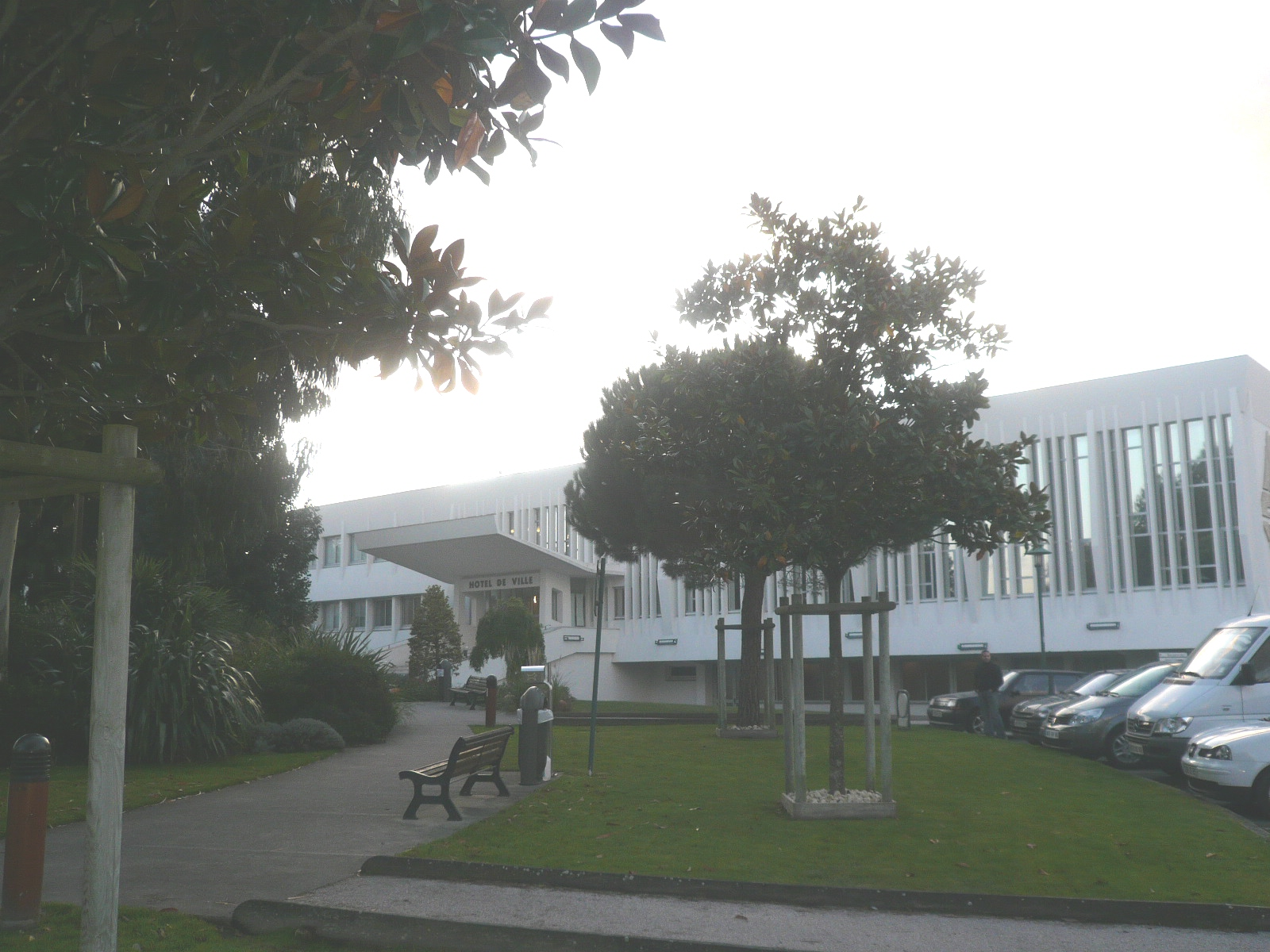
圣让德蒙市政厅

圣让德蒙的现任市长为薇洛妮克·洛奈女士（Véronique Launay），她是一名无党派人士，在2020年的市政选举中获得了53.65%的支持率。
在2017年的法国总统大选中，法国第25任总统埃马纽埃尔·马克龙在圣让德蒙获得了64.38%的支持率。

## 人口
2017年，圣让德蒙市镇人口数量为8,634，在法国排名第1,198位。其中男性4,038人，女性4,596人，75岁及以上人口占15.2%，外籍人口数量为1,362人，人口密度为140人/平方公里，当地居民被称为（男性）或（女性）。2018年，圣让德蒙境内出生53人，死亡人口143人。
| 年份   | 1936  | 1946  | 1954  | 1962  | 1968  | 1975  | 1982  | 1990  | 1999  | 2005  | 2010  | 2015  | 2018  |
| ------ | ----- | ----- | ----- | ----- | ----- | ----- | ----- | ----- | ----- | ----- | ----- | ----- | ----- |
| 人口數 | 4,826 | 5,048 | 4,488 | 4,715 | 5,146 | 5,540 | 5,435 | 5,959 | 6,886 | 7,599 | 8,192 | 8,621 | 8,668 |

## 经济
圣让德蒙是一个区域性的中心城市，当地共有各类用人单位2,641家，平均历史为17年，其中98.02%为中小型企业（PME）。（食品加工）、（大型零售）及（化工肥料）是当地2019年营业额最高的三个企业，分别为76,640,639欧元、51,927,966欧元和21,324,834欧元。

## 财政收入
2018年，圣让德蒙的财政收入总额为21,008,300欧元，财政支出总额为16,559,300欧元，当年的债务总额为31,623,300欧元。
2015年，圣让德蒙的人均月收入总额为2,120欧元，其中高级职员为4,127欧元，中级职员为2,359欧元，普通职员为1,758欧元。
2017年，圣让德蒙境内的青壮年（15至64岁）失业率为19.1%，当地53.4%的家庭拥有纳税资格。

## 社会事务

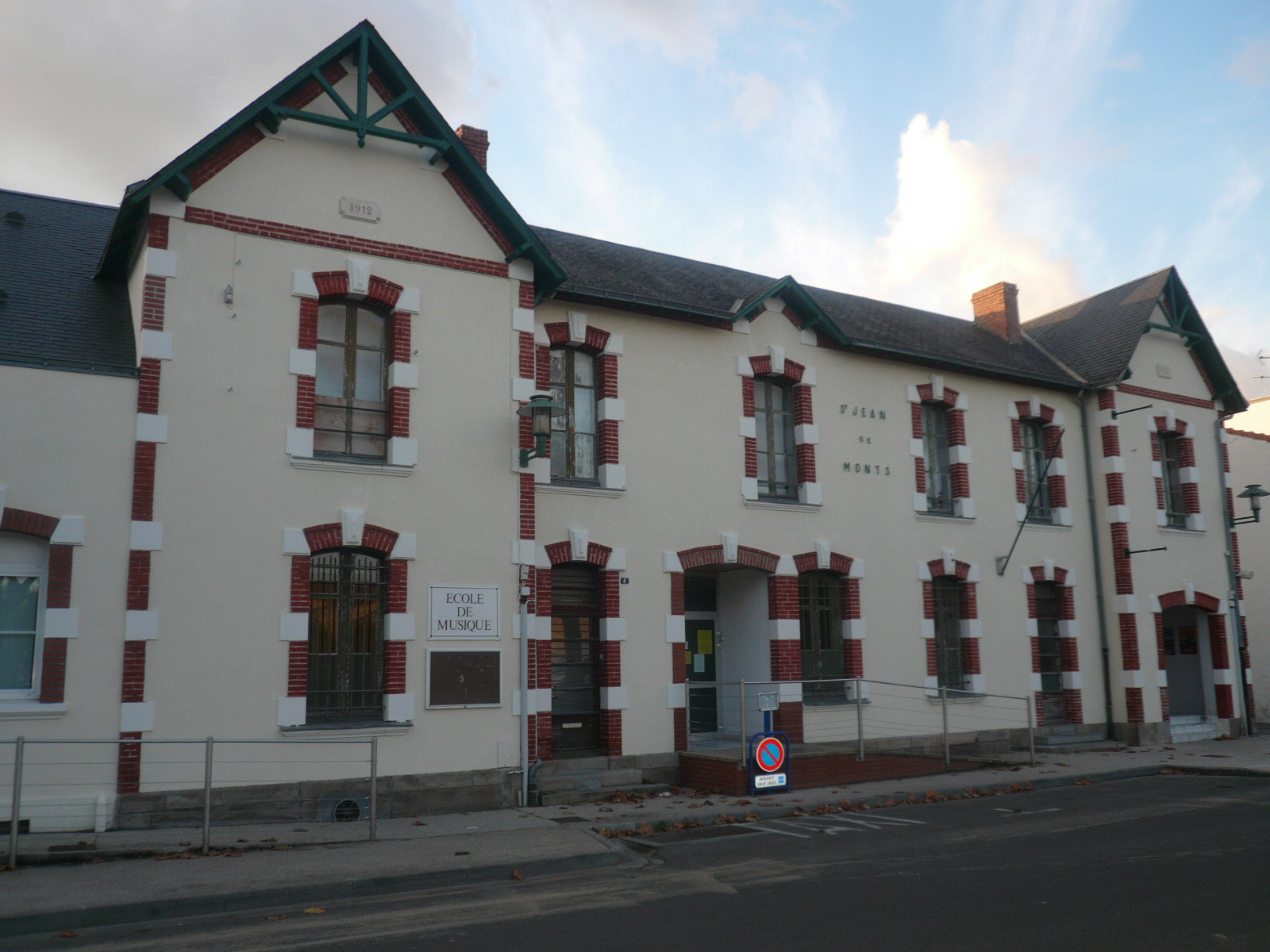
圣让德蒙的一处学校

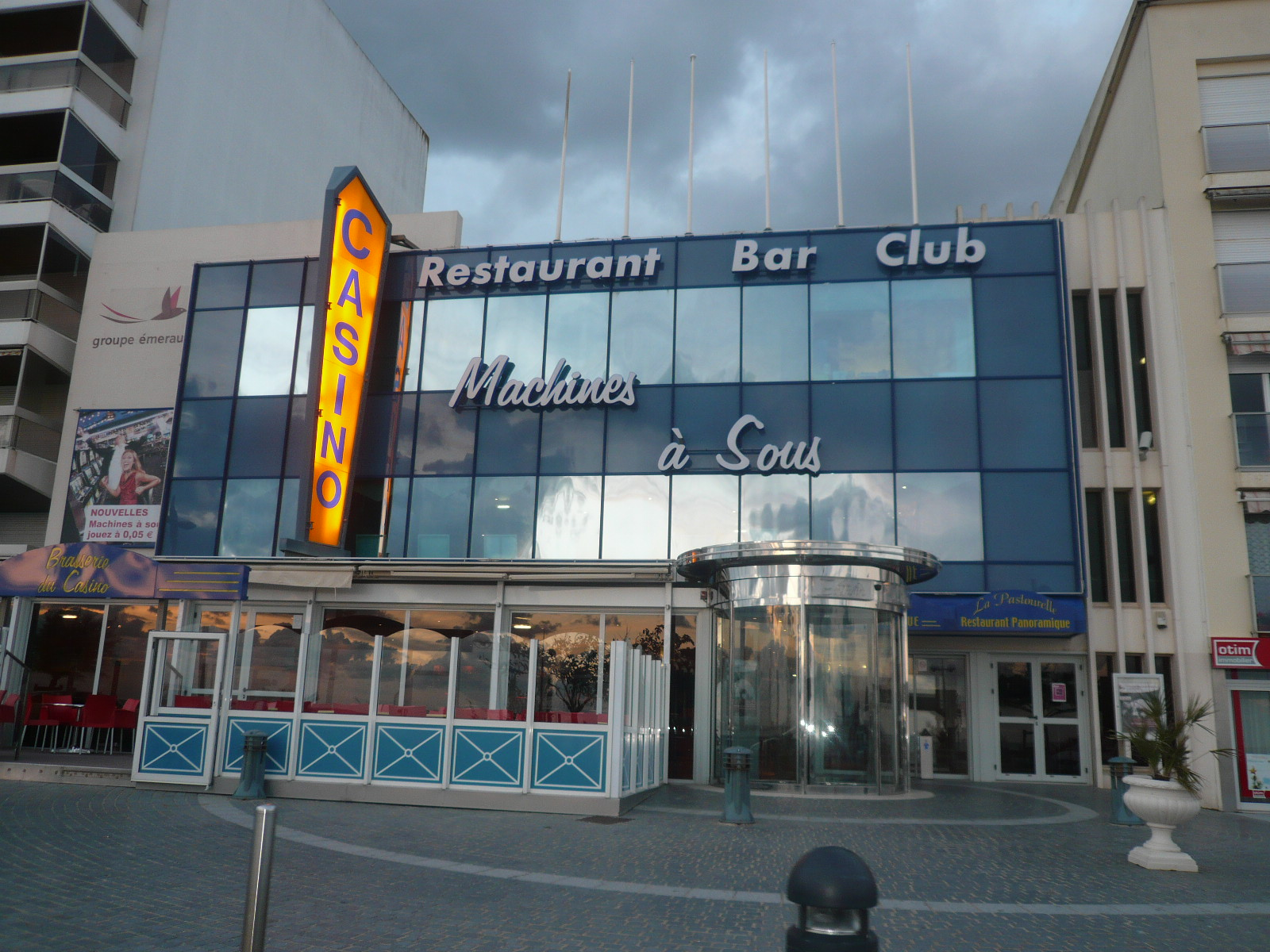
圣让德蒙赌场

### 教育
圣让德蒙属于南特学区。截止2019年1月1日，圣让德蒙境内共有1所幼儿园、4所小学、3所初级中学和1所农业高中。2018至2019学年度，圣让德蒙境内共有在校中等教育阶段学生742名。

### 医疗
截止2019年1月1日，圣让德蒙境内共有全科医生9名、保健师7名、牙医7名、护士13名和助产士1名。境内共有药房4家和养老院2家。
圣让德蒙是沙朗中心医院（Centre Hospitalier de Challans）的服务范围，后者是法国的一个区域性医疗机构，其主病区卢瓦尔-旺代-海洋中心医院（Centre Hospitalier Loire-Vendée-Océan）位于沙朗，距离圣让德蒙市区大约17公里，设有床位376个，是当地规模最大的公立综合性医院。

### 住房
2017年，圣让德蒙境内共有各类住房13,748套，其中55.3%为独立式居民区，44.4%为集中式居民区。常住房屋占圣让德蒙市镇范围内居民建筑总量的30.2%。

### 商业
2019年，圣让德蒙境内共有各类实体商铺467家，其中餐厅122家、大型超市6家、杂货店12家、面包房22家、肉铺4家、书店2家、银行门店7家、美容美发店16家、汽车维修店9家。市区北部建有大型开放式商业街区。

### 体育
2019年，圣让德蒙境内共有2家游泳池、1间体育馆、1座综合体育场、22处网球场、2处马术场、2处足球或橄榄球场、1处篮球或排球场以及1处高尔夫球场。
蒙地区松鼠俱乐部（Les Ecureuils des pays de Monts）是当地的一支足球队，2020至2021赛季参加卢瓦尔河地区大区足球联赛。

### 环境
圣让德蒙的环境事务由其所属的公共社区负责。2019年，圣让德蒙境内暂无污染企业。

### 治安
2019年，圣让德蒙市镇范围内共有0处派出所和1处宪兵队。
2014年，圣让德蒙及附近地区共发生各类案件7,165起，其中盗窃类案件4,781起，经济类案件672起，毒品交易类案件526起。

## 文化

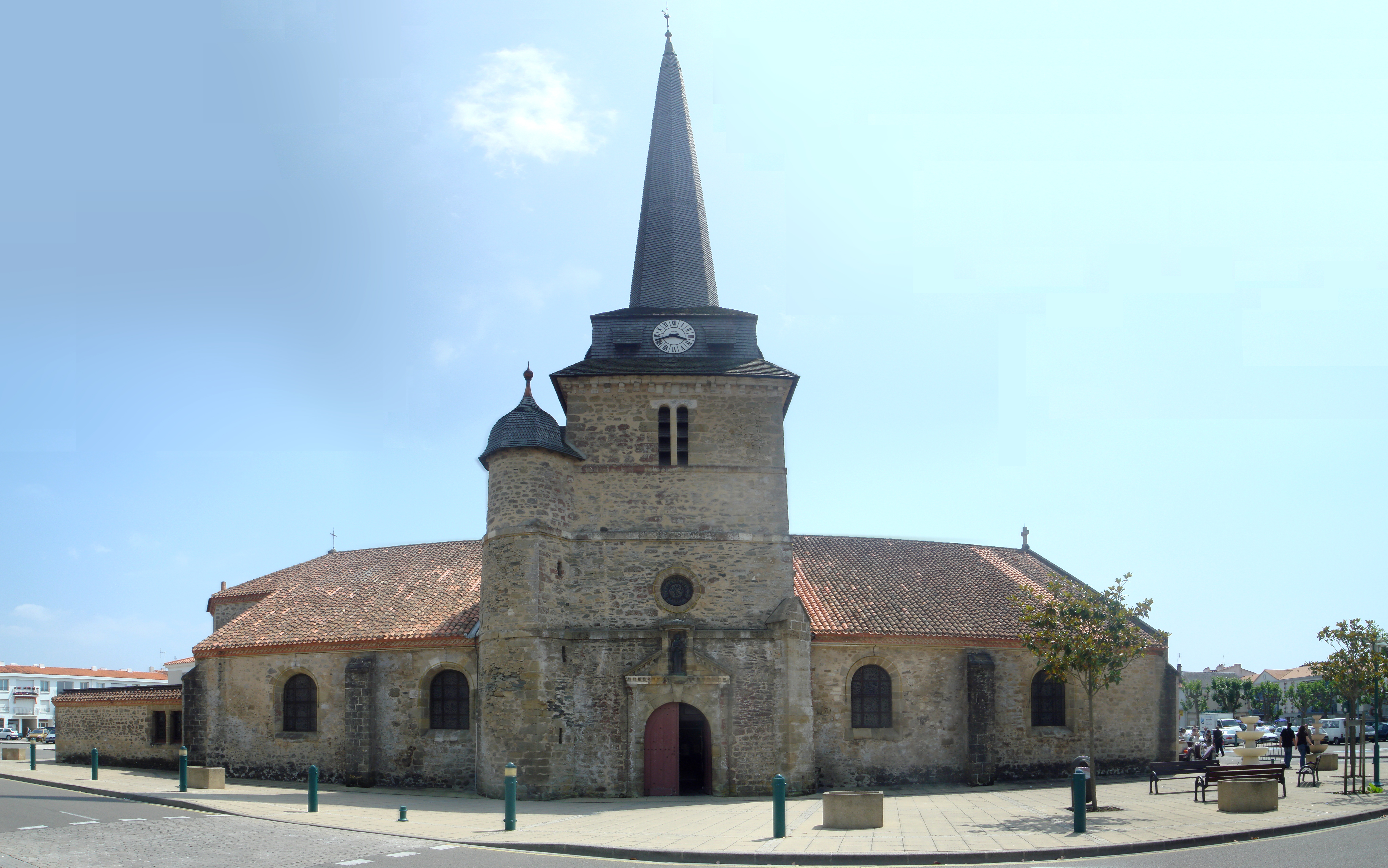
圣让巴蒂斯德教堂

2019年，圣让德蒙境内有1家电影院。圣让德蒙市政府提供多媒体中心，向公众全年开放。

### 建筑
圣让德蒙境内的圣让巴蒂斯德教堂（Église Saint-Jean-Baptiste de Saint-Jean-de-Monts）是当地的代表性历史建筑物。

### 旅游
圣让德蒙的旅游事务由其所属的公共社区负责。2020年，圣让德蒙境内共有11家宾馆共计275间房间；另有44个露营地，可容纳共8,651辆露营车。

### 媒体
法国主要的媒体均可在圣让德蒙接收，法国电视三台下属的卢瓦尔河地区大区频道在部分时段播出圣让德蒙所属区域的地方新闻。

## 友好城市
截至2021年1月，圣让德蒙暂未建立任何友好城市关系。